# 想要你說喜歡我
《想要你說喜歡我》（日语：／ Suki to iwasetai）是女子組合IZ*ONE于日本的出道單曲，於2019年2月6日由EMI Records Japan發行。

## 概要
單曲分為Type A、Type B、WIZ*ONE盤，而WIZ*ONE盤又分为附赠参加券的版本及无附赠物但由12名成员分别单独拍摄封面的版本。《想要你說喜歡我》和《Kenchanayo》收錄於所有版本，其中《想要你說喜歡我》的音樂錄影帶收錄於Type A、Type B。《好心情莎喲娜啦》和其音樂錄影帶收錄於Type A；《想變成一隻貓》和其音樂錄影帶收錄於Type B；《直到回忆起舞蹈》收錄於WIZ*ONE盤。Type A、Type B均附有活動应募券及生寫真，而仅限IZ*ONE JAPAN OFFICIAL SHOP发卖的WIZ*ONE盤則是個別击掌会、小组击掌会（购买4张）或签名会（购买1套成员单独封面及一张集体封面共13张）的參加券。
2018年12月6日，组合官网公布消息，表示组合将于2019年2月6日在日本由环球音乐下属厂牌EMI Records Japan发行首张单曲，正式于日本出道。12月27日，官方公布了单曲的版本及收录内容，并公开了日本初次Showcase的日程。上述自预订通常盘的歌迷中抽选约4000人观览的Showcase于2019年1月20日于Tokyo Dome City Hall举行，而showcase的晚场及幕后花絮则于2月6日于BS Sky PerfecTV!播出。
单曲封面于2019年1月10日公开，通常盘Type-A及Type-B封面展现了12名成员于澀谷的十字路口，身着自己代表色的服装。WIZ*ONE盤的背景则是组合Logo中的“*O”标志。
伴随着单曲发行，组合与109百货合作，展开名为「IZ*ONE 109 Valentine」的企划，该企划围绕情人节展开，于出道前日的2月5日起，至2月24日结束。随着单曲发行，组合成员以《好心情莎喲娜啦》及《想變成一隻貓》演唱成员分为两组，在日本全国展开宣传活动。
单曲在2019年2月19日于台湾发行Type A/B的台壓盤。

## 歌曲及MV
2019年1月1日，组合出演了《CDTV Special!跨年豪华Live2018→2019》并初次表演了主打曲《想要你說喜歡我》。在1月2日深夜播出的宮脇咲良冠名广播《今夜，咲良樹下》中，成员曺柔理、崔叡娜、矢吹奈子、金玟周作为嘉宾出演，而节目中也初次播出了主打曲的完整音源。在单曲发行前后，组合参加了音乐节目《MUSIC FAIR》（2月2日）、《CDTV》（2月9日）、《Love music》（2月10日）、《MUSIC STATION》（2月15日）、《BUZZ RHYTHM 02》（2月15日）并演唱本曲。
《想要你說喜歡我》的MV于2019年1月20日的Showcase中初次公开。并于1月25日于组合官方Youtube频道公开。MV拍摄于2018年12月中旬的千叶，是组合于日本拍摄的首支MV。MV导演为池田一真。主题为「单行道」（一方通行）的MV中，通过舞蹈镜头中成员脚下的华丽色彩以及朝向同一方向的单行标志，展现了女性“因自尊而不能表达内心”“想法加速而不能回头”的焦躁心理。歌曲的编舞由AKB48单曲《Teacher Teacher》的编舞师朴俊熙（sixsteps）负责，并由同组合的Kim Hee-ju及有村奈奈惠辅助。
只在Type A收录的歌曲《好心情莎喲娜啦》由张员瑛、安兪真、权恩妃、姜惠元、本田仁美、金采源、李彩演七人演唱，歌曲于2019年1月16日的《今夜，咲良樹下》中初次播出，并于1月20日的Showcase夜公演中初次表演。歌曲的编舞由AKB48单曲《NO WAY MAN》的编舞师Ruu负责。
只在Type B收录的歌曲《想變成一隻貓》由宮脇咲良、曺柔理、崔叡娜、矢吹奈子、金玟周五人演唱，歌曲于2019年1月9日的《今夜，咲良樹下》中初次播出，并于1月20日的Showcase昼公演中初次表演。
只在WIZ*ONE盤收录的歌曲《直到回忆起舞蹈》由张员瑛与宮脇咲良两人演唱，歌曲于2019年1月20日的Showcase中初次表演。

## 反應
单曲发行首日在Oricon公信榜录得约19.3万张销量，获得日榜第一。在Billboard Japan公布的半周榜（2月4-6日）中，单曲以280,071张的成绩获得销量第1，并以4,448次下载于下载榜排名第5。在Line Music等6个下载榜单中，歌曲获得日榜冠军，并在五个国家（地区）的iTunes J-Pop日榜及台湾的KKBOX日榜中获得冠军。而歌曲的MV也在5家网站获得首位。
单曲发行首周，在Oricon公信榜的单曲周榜单中，录得约22万张销量，获得周榜第2名。而在统计渠道稍有不同的Billboard Japan公开的单曲周榜中，单曲以303,745张的成绩，获得周榜第2名，以约八千张的差距憾负于Kis-My-Ft2的单曲《最喜欢你》。在上述两榜单分别公布的合计下载、流媒体播放等方式的综合周榜中，单曲也都仅次于上述Kis-My-Ft2的单曲，获得第2名。

## 收录内容

### Type A
| CD   | CD                            | CD     | CD            | CD                 | CD   |
| 曲序 | 曲目                          |        | 作曲          | 编曲               | 时长 |
| ---- | ----------------------------- | ------ | ------------- | ------------------ | ---- |
| 1.   | 想要你說喜歡我                | 秋元康 | CHOCOLATE MIX | APAZZI             | 4:01 |
| 2.   | Kenchanayo                    | 秋元康 | no_my         | no_my              | 4:19 |
| 3.   | 好心情莎喲娜啦                | 秋元康 | 渡邉俊彦      | 渡邉俊彦、早川博隆 | 4:25 |
| 4.   | 想要你說喜歡我 off vocal ver. |        | CHOCOLATE MIX | APAZZI             | 4:02 |
| 5.   | Kenchanayo off vocal ver.     |        | no_my         | no_my              | 4:18 |
| 6.   | 好心情莎喲娜啦 off vocal ver. |        | 渡邉俊彦      | 渡邉俊彦、早川博隆 | 4:23 |

| DVD  | DVD                           | DVD      |
| 曲序 | 曲目                          | 導演     |
| ---- | ----------------------------- | -------- |
| 1.   | 想要你說喜歡我（Music Video） | 池田一真 |
| 2.   | 好心情莎喲娜啦（Music Video） | 荒船泰廣 |

### Type B
| CD   | CD                            | CD     | CD                | CD                | CD   |
| 曲序 | 曲目                          |        | 作曲              | 编曲              | 时长 |
| ---- | ----------------------------- | ------ | ----------------- | ----------------- | ---- |
| 1.   | 想要你說喜歡我                | 秋元康 | CHOCOLATE MIX     | APAZZI            | 4:01 |
| 2.   | Kenchanayo                    | 秋元康 | no_my             | no_my             | 4:19 |
| 3.   | 想變成一隻貓                  | 秋元康 | Shintaro Fujiwara | Shintaro Fujiwara | 4:19 |
| 4.   | 想要你說喜歡我 off vocal ver. |        | CHOCOLATE MIX     | APAZZI            | 4:02 |
| 5.   | Kenchanayo off vocal ver.     |        | no_my             | no_my             | 4:18 |
| 6.   | 想變成一隻貓 off vocal ver.   |        | Shintaro Fujiwara | Shintaro Fujiwara | 4:16 |

| DVD  | DVD                           | DVD      |
| 曲序 | 曲目                          | 導演     |
| ---- | ----------------------------- | -------- |
| 1.   | 想要你說喜歡我（Music Video） | 池田一真 |
| 2.   | 想變成一隻貓（Music Video）   | bait     |

### WIZ*ONE盤
| CD   | CD                            | CD     | CD            | CD         | CD   |
| 曲序 | 曲目                          |        | 作曲          | 编曲       | 时长 |
| ---- | ----------------------------- | ------ | ------------- | ---------- | ---- |
| 1.   | 想要你說喜歡我                | 秋元康 | CHOCOLATE MIX | APAZZI     | 4:01 |
| 2.   | Kenchanayo                    | 秋元康 | no_my         | no_my      | 4:19 |
| 3.   | 直到回忆起舞蹈                | 秋元康 | 大石由梨香    | 大石由梨香 |      |
| 4.   | 想要你說喜歡我 off vocal ver. |        | CHOCOLATE MIX | APAZZI     | 4:02 |
| 5.   | Kenchanayo off vocal ver.     |        | no_my         | no_my      | 4:18 |
| 6.   | 直到回忆起舞蹈 off vocal ver. |        | 大石由梨香    | 大石由梨香 |      |

## 外部連結
- EMI Records Japan内的介绍页面
  - 通常盤 Type A （页面存档备份，存于）
  - 通常盤 Type B （页面存档备份，存于）
  - WIZ*ONE盤 （页面存档备份，存于）
  - （页面存档备份，存于）  WIZ*ONE盤 [13枚CD-BOX]